# Casa a la pujada del Castell, 41 (Figueres)
L'edifici situat a la Pujada del Castell, 41 és una obra del municipi de Figueres (Alt Empordà) inclosa en l'Inventari del Patrimoni Arquitectònic de Catalunya.

## Descripció
És un edifici entre mitgeres situat a davant de la Torre Galatea. És un edifici de planta baixa i un pis amb coberta terrassada. La planta baixa és la part de la casa que passa més desapercebuda per estar totalment arrebossada i sense cap element decoratiu. El primer pis i la coberta sí que presenten elements decoratius. L'arrebossat de la planta pis es troba decorada per un esgrafiat que imita carreus ben tallats i ben disposats. Cadascuna de les obertures, té un balcó individual de ferro forjat amb decoració geomètrica. Les finestres tenen un guardapols força marcat amb decoració geomètrica i floral així com un fris de decoració vegetal a la llinda. Entre les finestres del primer pis i el voladís trobem un fris de decoració geomètrica que ocupa tota l'amplada de la façana, i a la testera podem veure la barana de la terrassa amb formes circulars entrellaçades en tres trams separada per dos merlets laterals, un a cada costat, i dos de centrals, decorats aquests per dues flors a la seva part més alta.